# Adéane
Adéane ist eine Gemeinde (commune) im Département Ziguinchor in der Region Ziguinchor, gelegen in der Casamance im Süden Senegals. Sie besteht aus dem namensgebenden Hauptort (chef-lieu) sowie weiteren Dörfern (villages) und Weilern (hameaux). 

## Geographische Lage
Adéane liegt am linken Ufer des Casamance-Flusses gegenüber der Einmündung des Soungrougrou, 28 Kilometer östlich der Großstadt Ziguinchor. Das Gemeindegebiet hat eine Fläche von 177,00 km² und gehört zum Siedlungsgebiet der Bainounka. Benachbarte Kommunen sind im Uhrzeigersinn im Norden, jenseits des hier über zwei Kilometer breiten Stroms, Coubalan, Benet Bijini und Djirédji, im Osten grenzt Kaour an, im Süden Boutoupa-Camaracounda und im Westen schließlich Niaguis.

## Bevölkerung
Im Jahr 2002 hatte der Hauptort 2.115 Einwohner. Die letzten Volkszählungen ergaben für die Gemeinde jeweils folgende Einwohnerzahlen:
| Jahr | Einwohner |
| ---- | --------- |
| 2002 | 8.485     |
| 2013 | 17.580    |
| 2023 | 19.728    |

## Verkehr
Durch die Gemeindeteile am Südufer führt die Nationalstraße N 6, die die Regionen der Casamance untereinander und über Tambacounda mit dem Rest des Landes verbindet.

## Persönlichkeiten
- Insa Sylla (* 1993), Fußballspieler